# مردوک-بلاسو-ایقبی
مردوک بلاسو ایقبی (Marduk-balāssu-iqbi)، پسر و جانشین مردوک-زاکیر-شومی اول پادشاه بابل و از پادشاهان سلاله نهم بوده‌است و ازحدود ۸۱۹ تا حدود ۸۱۳ پیش از میلاد بر بابل حکومت کرده‌است. معنای نامش یعنی: مردوک زندگانی او را وعده داده‌است. او پس از پدرش به حکومت بابل رسید و چهارمین و آخرین نسل از خانواده نبو-شوم-اوکین اول بود که سلطنت کرد. وی با شمشی-آداد پنجم، پادشاه آشور معاصر بوده‌است. گویا ملکه شامورامات خواهر وی بوده‌است.

## دوران سلطنت
عنوان مردوک بلاسو ایقبی، به عنوان یک شاهد بر روی یک سنگ‌مرز، که مربوط می‌شود به سال دوم حکومت مردوک زاکیر شومی‌یکم، دیده می‌شود، یعنی ۲۵ سال پیش از اینکه وارث و جانشین مردوک زاکیر شومی‌یکم به قدرت برسد. اگر مردوک بلاسو ایقبی ذکر شده در این سند تاریخی، همان مردوک بلاسو ایقبی، یعنی پادشاه مورد نظر ما باشد، شاید این مدرک گواه این باشد که وی هنگامی که قدرت را در دست گرفته، نسبتاً پیر و سالخورده بوده‌است. علاوه بر این، بر یک سنگ‌مرز دیگر هم این نام دیدهمی‌شود. زمان سنگ‌مرز یادشده به سال سی‌ویکم سلطنت نبو-اپل-ایدین، پدربزرگ مردوک بلاسوایقبی مربوط می‌شود، اما این مورد اخیر، گویا فرد دیگری است، چون که اولاً سند مزبور می‌گوید که وی یک فرماندار بوده‌است، ثانیاً چنین طول عمر زیادی برای یک انسان به هیچ وجه طبیعی به نظر نمی‌رسد.

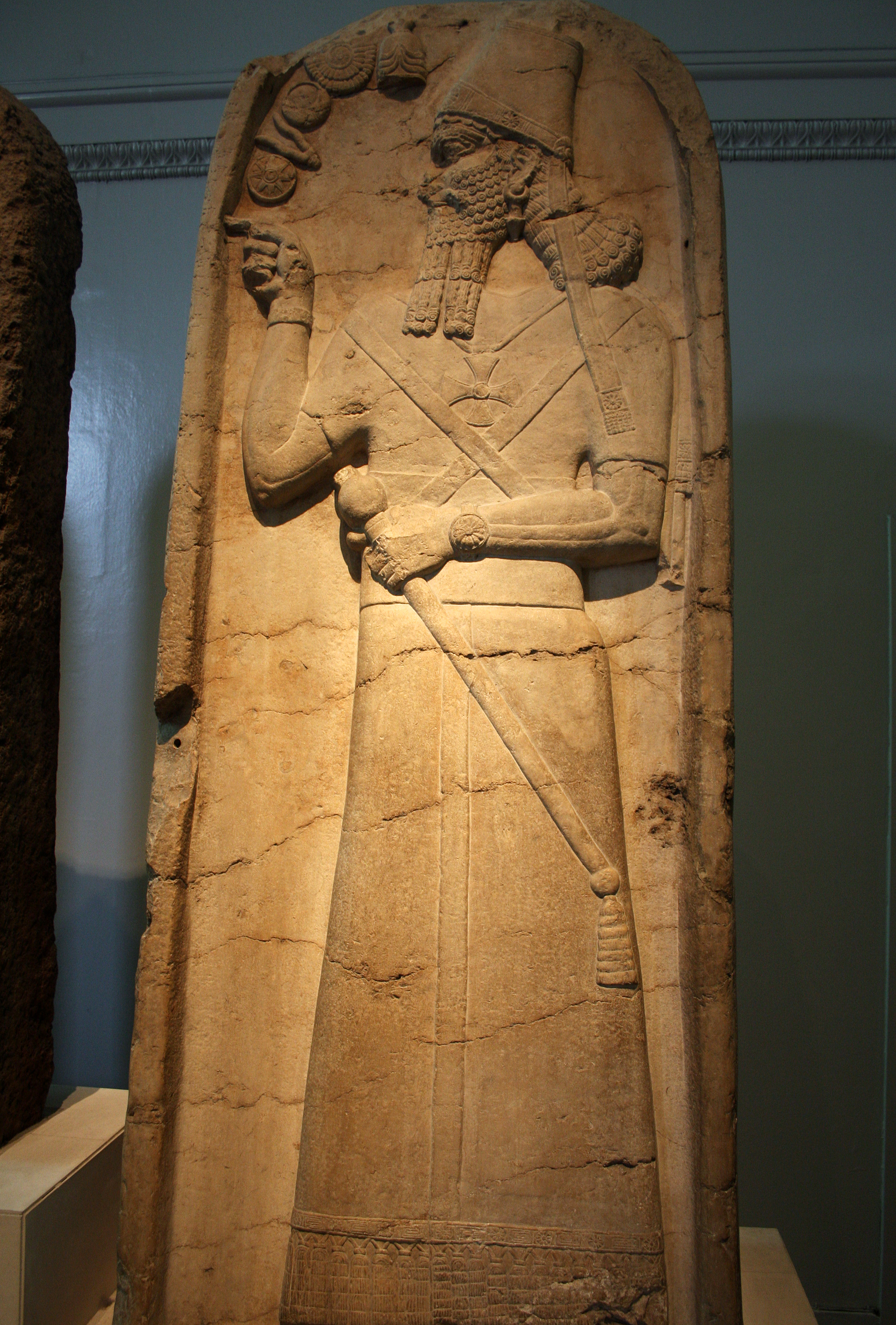
سنگ یادبود نیمرود شمشی-آداد پنجم که وقایع سالانه حکومتش را بازگو می‌کند.

به نظر می‌رسد که این پادشاه بابلی، پایتخت خود را شهر گنناتی Gannanāti قرار داده باشد، شهری که بر کرانه رود دیاله قرار داشت. قلمرو مردوک بلاسو ایقبی شهرهای در Der و نیپور را از سمت جنوب و شرق دربر می‌گرفت. به نظر می‌رسد که حکام و ولایات وی مانند خود او، مقامات و درجاتشان را به طریق وراثتی صاحب شده‌باشند، مانند انلیل-اپل-اوصور Enlil-apla-usur والی شهر نیپور، و فرزندان توبلیت-اشدر Tuballit-Eshdar که از کارکنان و کارمندان دربار بوده‌اند، این مسئله گواه این است که در آن زمان قدرت مرکزی سست بوده و در استان‌ها و بخش‌های بابل خودگردانی و استقلال داخلی وجود داشته‌است.

### جنگ اول آشور و بابل
آشوری‌ها در حکومت شمشی‌آدادپنجم دو جنگ پی در پی با مردوک بلاسو ایقبی کردند، انگیزه این نبردها معلوم نیست، اگرچه ممکن است که شمشی‌آداد از رتبه دونی که در زمان حکومت مردوک زاکیرشومی در آن قرار داده شده بود، رنجیده و آزرده خاطر شده و در صدد انتقام و کینه جویی برآمده باشد.
در جنگ اول، مسیر مستقیم به داخل قلمرو بابل توسط دژ زدی Zaddiسد شده بود، به همین دلیل لشکریان آشور از مسیر کرانه شرقی دجله و در امتداد حاشیه کوهستانی حرکت کرد، یعنی اندکی پایین‌تر از جنوب زاب کوچک. بنا به گفته سالنامه‌های شمشی‌آداد، لشکر آشور توقف کرد تا سه شیر درنده را در فراز و فرودهای کوه اپی Epih (جبل حمرین) شکار کند یا بکشد.
سپس، لشکر آشور به مسیر خود ادامه داده و از هر کجا که عبور می‌کرد، پشت سرش ویرانی و غارت برجای می‌گذاشت. وی شهر مه-تورنات Me-Turnat را در کرانه یکی از شاخه‌های رود دیاله قرار داشت محاصره کرد، سپس از روددیاله گذشت کرد و شهر سلطنتی قرنه Qarne را تسخیر کرد و آتش زد. او دیئبینا Di'bina را غارت کرد و سپس به حومه گنناتی، یعنی داتبیر Datebir و ایزدوجه Izduja یورش برد. سپس قیریبتی-النی Qiribti-alani را غارت کرد و خودش ادعا می‌کند که: غنایم و وسایل، متعلقات خدایان، گاوهای نر و گوسفندان (اهالی) را به یغما برده‌است.
لشکر شامشی‌آدادپنجم سپس شهر پادشاهی دور-پاپسوکل Dur-Papsukkal را در نزدیکی شهر دِر چپاول نمود. بعد از آن به نظر می‌رسد که حملات پادشاه آشور با اتحاد بزرگی از کلدی‌ها، ایلامی‌ها، کاسی‌ها و آرامی‌ها مواجه شده باشد. این طور به نظر می‌رسد که این قبایل و مردمان خطر رو به فزونی امپراتوری آشوریان را درک کرده و تصمیم گرفته بودند در برابر آن‌ها با هم متحد شوند. اگرچه منبع آشوری دربارهٔ این جنگ می‌گوید پادشاه آشور دشت را با پیکرهای جنگجویان مردوک بلاسو ایقبی پوشاند. و سالنامه‌های پادشاه آشور هم می‌گویند که وی ارابه‌های جنگی، اسبان و برخی از وسایل اردوگاه بابلیان را تصاحب نمود، ولی از آنجایی که ما با روحیات و منش پادشاهان آشور آشنا هستیم، نباید این گفته‌های پادشاه آشور را بسیار جدی تلقی کنیم،  هر چند که از کیفیت و نتیجه جنگ مزبور حقیقتاً اطلاعات دیگری در اختیار نداریم.

### جنگ دوم و سرنوشت مردوک بلاسو ایقبی
جنگ دوم به‌طور بارزی یک عملیات جنگی جراحی مانند بود و شمشی آداد مستقیماً به سراغ شهرگنناتی پایتخت بلاسوایبقی رفت. این اقدام وی باعث شد که مردوک بلاسوایقبی به منطقه دیاله فرار کند، او نخست به نیمیتی-شری Nimitti-sharri رفت و در آنجا پناه گرفت، اما به دنبال تصرف شهر دِر، در آنجا گیر افتاد. او را اسیر کردند و دست بسته به آشور بردند. شمشی آداد ادعا می‌کند که سی هزار اسیر را از شهر دِر تبعید کرده‌است.
بنا به گفته مدارک اطلاعاتی، پس از مردوک بلاسو ایقبی، فردی به نام بابه-احه-ایدین Bāba-aḫa-iddina به حکومت بابل رسیده‌است.